# Cher Ami

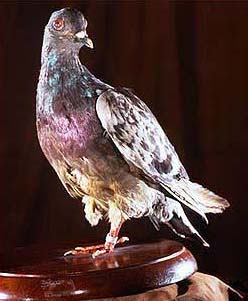
Cher Ami
(nach Taxidermie)

Cher Ami (* 3. April 1918; † 13. Juni 1919) war eine berühmte Brieftaube des United States Army Signal Corps in Frankreich zur Zeit des Ersten Weltkrieges.

## Geschichte
Cher Ami zählt neben dem Täuberich G.I. Joe zu den berühmtesten Brieftauben der Welt. Der Name „Cher Ami“ stammt aus dem Französischen und bedeutet Lieber Freund. Diese Phrase ist ein typischer Beginn eines französischen Briefes. Allerdings wurde angeblich bei der Taxidermie nach dem Tod des Tiers festgestellt, dass Cher Ami eine Täubin gewesen sei. Aber eine 2021 durchgeführte DNA-Analyse ergab, dass es sich um ein männliches Tier handelte.

Cher Ami wurde von der US-amerikanischen Armee in der Nähe der französischen Stadt Verdun eingesetzt. Er transportierte insgesamt zwölf wichtige Nachrichten. In seiner letzten Mission wurde der Brieftäuberich durch deutschen Dauerbeschuss beim Aufsteigen an der Brust schwer verletzt, schaffte es aber dennoch weiterzufliegen. Als die Taube nach nur 25 Minuten beim 40 km entfernten Hauptquartier der 77. Infanterie-Division ankam, war sie blutüberströmt. Zudem war ihr rechtes Bein nur noch durch eine Sehne mit dem Körper verbunden. Die Geschichte wurde im Laufe der Zeit immer weiter ausgeschmückt. So wurde später hinzugefügt, dass sie während dieses Fluges auch noch ein Auge verlor. Die ihm mitgegebene Nachricht hatte Cher Ami trotzdem erfolgreich abgeliefert. Diese Nachricht stammte von Major Charles Whittlesey, dessen 9 Kompanien (The lost Bataillon) von den deutschen Truppen eingeschlossen waren und zeitweilig von der eigenen Artillerie beschossen wurden. Oft wird behauptet, dass Dank der Nachricht von Cher Ami 194 Soldaten gerettet werden konnten. Hierzu schreibt Yuval Noah Harari in Nexus jedoch:
Selbst die Erzählung vom heldenhaften Täuberich Cher Ami war zum Teil das Ergebnis einer Art Werbekampagne, um das Image des Brieftaubendienstes der U.S. Army zu polieren. Nach einer 2021 durchgeführten Untersuchung bestätigte der Historiker Frank Blazich zwar, dass Cher Ami schwere Verletzungen erlitten hatte, während er in Nordfrankreich eine Nachricht überbrachte, doch andere Teile der Geschichte sind zweifelhaft oder falsch. Erstens konnte Blazich anhand von Militärdokumenten nachweisen, dass der Führungsstab zwanzig Minuten vor Ankunft der Taube vom Standort des verschollenen Bataillons erfuhr. Es war also nicht die Taube, die dem Beschuss durch eigene Truppen Einhalt gebot. Vor allem aber gibt es keinen Beweis, dass Cher Ami wirklich die Taube war, die Major Whittleseys Nachricht überbrachte. Es könnte sich durchaus um eine andere Taube gehandelt haben, und Cher Ami könnte einige Wochen später in einer ganz anderen Schlacht verwundet worden sein.
Für ihren Einsatz wurde der Taube feierlich die französische Kriegsauszeichnung Croix de guerre verliehen. Im Jahre 1919 verendete sie schließlich an ihren Wunden. Nach ihrem Tod erhielt die Brieftaube noch weitere Ehrungen, wie die Aufnahme in die Racing Pigeon Hall of Fame. Cher Ami wurde später präpariert und ist heute gemeinsam mit dem Hund Sergeant Stubby im National Museum of American History des Smithsonian Museums ausgestellt.

## Verfilmung
- Fliegende Herzen (original Flying Home, 2014) – von Dominique Deruddere, u. a. mit Jamie Dornan.